# Calingiri
Calingiri är en ort i Australien. Den ligger i kommunen Victoria Plains och delstaten Western Australia, omkring 110 kilometer nordost om delstatshuvudstaden Perth. Antalet invånare är 111.
Trakten runt Calingiri är nära nog obefolkad, med mindre än två invånare per kvadratkilometer.. Det finns inga andra samhällen i närheten.
Trakten runt Calingiri består till största delen av jordbruksmark. Genomsnittlig årsnederbörd är 649 millimeter. Den regnigaste månaden är juli, med i genomsnitt 113 mm nederbörd, och den torraste är december, med 13 mm nederbörd.